# A Kispest-Honvéd FC 2002–2003-as szezonja
A Kispest-Honvéd FC 2002–2003-as szezonja szócikk a Budapest Honvéd FC első számú férfi labdarúgócsapatának egy szezonjáról szól, mely összességében a 93. idénye a csapatnak a magyar első osztályban. A klub fennállásának ekkor volt a 93. évfordulója.

## Mérkőzések
| Színmagyarázat | Színmagyarázat |
| -------------- | -------------- |
|                | Győzelem.      |
|                | Döntetlen.     |
|                | Vereség.       |

### Intertotó-kupa
1. forduló
| 2002. június 22. 18:00 |

| Kispest-Honvéd        | 0 – 1   | Žalgiris Vilnius      |
| --------------------- | ------- | --------------------- |
| Dulca 21' Batrinu 63' | (0 – 0) | Saulėnas 83' Tolis 8' |

| Üllői út, Budapest Nézőszám: 1 000 |

| 2002. június 29. 19:00 |

| Žalgiris Vilnius                       | 0 – 0   | Kispest-Honvéd                                        |
| -------------------------------------- | ------- | ----------------------------------------------------- |
| Artiomovas 32' Steško 79' Saulėnas 83' | (0 – 0) | Batrinu 6' Dubecz 31' Babos 72' Füzi 82' Borgulya 87' |

| Žalgiris Stadion, Vilnius Nézőszám: 1 000 |

### Borsodi Liga 2002–03

#### Őszi fordulók
| 1. forduló 2002. július 27. |

| Kispest-Honvéd                | 3 – 3   | Zalaegerszegi TE                                                |
| ----------------------------- | ------- | --------------------------------------------------------------- |
| Sasu 6' Torghelle 33' 51' 15' | (2 – 2) | Kenesei 43' 56' Urbán 45' Budisa 15' Ljubojević 41' Szamosi 70' |

| Bozsik József Stadion, Budapest Nézőszám: 2 770 Játékvezető: Megyebíró János (magyar) |

| 2. forduló 2002. augusztus 3. |

| Ferencváros                                                  | 4 – 0               | Kispest-Honvéd     |
| ------------------------------------------------------------ | ------------------- | ------------------ |
| Tököli 11' Leandro 19' Szkukalek 77' Dragóner 82' Vukmir 73' | (2 – 0) Jegyzőkönyv | Babos 41' Sasu 49' |

| Üllői út, Budapest Nézőszám: 8 000 Játékvezető: Hanacsek Attila (magyar) |

| 3. forduló 2002. augusztus 10. |

| Kispest-Honvéd                       | 1 – 2   | Siófok FC                                             |
| ------------------------------------ | ------- | ----------------------------------------------------- |
| Sasu 44' 55' Borgulya 63' Pandur 77' | (1 – 2) | Pantic 25' Schwarcz 41' 23′, 90+1′ Filipović 38′, 61′ |

| Bozsik József Stadion, Budapest Nézőszám: 2 000 Játékvezető: Arany Tamás (magyar) |

| 4. forduló 2002. augusztus 16. |

| Kispest-Honvéd                                 | 0 – 0   | Videoton          |
| ---------------------------------------------- | ------- | ----------------- |
| Dulca 4' Hercegfalvi 29' Balint 33' Takács 56' | (0 – 0) | Lins 1' Monye 37' |

| Bozsik József Stadion, Budapest Nézőszám: 800 Játékvezető: Makai János (magyar) |

| 5. forduló 2002. augusztus 24. |

| Előre FC Békéscsaba                           | 4 – 0   | Kispest-Honvéd                                |
| --------------------------------------------- | ------- | --------------------------------------------- |
| Miculescu 30' 45' 87' Bánföldi 52' Grujić 61' | (2 – 0) | Pandur 23' 70' Kaszás 33' Sasu 78′ Balint 87' |

| Kórház utcai stadion, Békéscsaba Nézőszám: 4 000 Játékvezető: Ábrahám Attila (magyar) |

| 6. forduló 2002. augusztus 31. |

| Kispest-Honvéd                           | 1 – 1   | FC Sopron              |
| ---------------------------------------- | ------- | ---------------------- |
| Torghelle 6' 82' Piroska 17' Tóth J. 56' | (1 – 1) | Somogyi 19' Pintér 18' |

| Bozsik József Stadion, Budapest Nézőszám: 1 500 Játékvezető: Solymosi Péter (magyar) |

| 7. forduló 2002. szeptember 14. |

| Dunaferr SE           | 1 – 3   | Kispest-Honvéd                                       |
| --------------------- | ------- | ---------------------------------------------------- |
| Alex 20' Bükszegi 67' | (1 – 3) | Torghelle 2' Hercegfalvi 4' Piroska 39' 42' Vass 33' |

| Dunaújváros Nézőszám: 3 000 Játékvezető: Hanacsek Attila (magyar) |

| 8. forduló 2002. szeptember 20. |

| Kispest-Honvéd                                      | 3 – 5   | MTK Hungária                                                                   |
| --------------------------------------------------- | ------- | ------------------------------------------------------------------------------ |
| Piroska 10' 75' Balint 34' 79' Dubecz 47' Babos 60' | (2 – 2) | Illés 9' 79' 90+1' Zavadszky 24' Rednic 83' Smiljanić 44' Elek 58' Horváth 67' |

| Bozsik József Stadion, Budapest Nézőszám: 1 000 Játékvezető: Dubraviczky Attila (magyar) |

| 9. forduló 2002. szeptember 28. |

| Újpest                                              | 4 – 2   | Kispest-Honvéd           |
| --------------------------------------------------- | ------- | ------------------------ |
| Juhár 10' Tokody 24' Kovács 85' Simek 87' Kunzo 48' | (2 – 0) | Borgulya 88' Piroska 90' |

| Megyeri út, Budapest Nézőszám: zárt kapus Játékvezető: Szarka Zoltán (magyar) |

| 10. forduló 2002. október 4. |

| Kispest-Honvéd                                | 1 – 3   | Debreceni VSC                                            |
| --------------------------------------------- | ------- | -------------------------------------------------------- |
| Piroska 29' Balint 3′, 13′ Dulca 49' Sasu 73' | (1 – 1) | Sándor 14' Selymes 54' Bajzát 64' Szekeres 2′ Vincze 66' |

| Bozsik József Stadion, Budapest Nézőszám: 4 000 Játékvezető: Kiss Béla (magyar) |

| 11. forduló 2002. október 18. |

| Győri ETO                                                    | 3 – 1   | Kispest-Honvéd                                            |
| ------------------------------------------------------------ | ------- | --------------------------------------------------------- |
| Szanyó 33' Nyicsenko 52' Németh 90+2' Jovanović 30' Erős 78' | (1 – 0) | Piroska 54' Dulca 42' Dubecz 45' Batrinu 62' Borgulya 83′ |

| Rába ETO Stadion, Győr Nézőszám: 1 500 Játékvezető: Kassai Viktor (magyar) |

| 12. forduló 2002. október 26. |

| Zalaegerszegi TE          | 2 – 0   | Kispest-Honvéd |
| ------------------------- | ------- | -------------- |
| Kenesei 7' 67' Vincze 72′ | (1 – 0) | Takács 79'     |

| ZTE Aréna, Zalaegerszeg Nézőszám: 6 000 Játékvezető: Szabó Zsolt (magyar) |

| 13. forduló 2002. december 6. |

| Kispest-Honvéd                                      | 1 – 2               | Ferencváros                                                     |
| --------------------------------------------------- | ------------------- | --------------------------------------------------------------- |
| Hercegfalvi 65' Mészáros 27' Sasu 40' Torghelle 57' | (0 – 0) Jegyzőkönyv | Lipcsei 63' 25' Kriston 65' 57' Kapič 54' Balog 57' Szűcs 90+1' |

| Bozsik József Stadion, Budapest Nézőszám: 5 000 Játékvezető: Hanacsek Attila (magyar) |

- Elhalasztott mérkőzés.

| 14. forduló 2002. november 9. |

| Siófok FC  | 0 – 2   | Kispest-Honvéd                                   |
| ---------- | ------- | ------------------------------------------------ |
| Koller 24' | (0 – 0) | Bárányos 60' Hercegfalvi 86' Balint 13' Tóth 89' |

| Révész Géza utcai stadion, Siófok Nézőszám: 1 800 Játékvezető: Solymosi Péter (magyar) |

| 15. forduló 2002. november 16. |

| Videoton                      | 2 – 0   | Kispest-Honvéd                   |
| ----------------------------- | ------- | -------------------------------- |
| Terjék 32' 89' Stanojević 83' | (1 – 0) | Dulca 16' Pandur 75' Batrinu 81' |

| Sóstói Stadion, Székesfehérvár Nézőszám: 2 000 Játékvezető: Ábrahám Attila (magyar) |

| 16. forduló 2002. november 23. |

| Kispest-Honvéd                                            | 2 – 0   | Előre FC Békéscsaba |
| --------------------------------------------------------- | ------- | ------------------- |
| Bárányos 22' Sasu 61' Torghelle 30' Piroska 70' Dulca 74' | (1 – 0) |                     |

| Bozsik József Stadion, Budapest Nézőszám: 3 000 Játékvezető: Arany Tamás (magyar) |

| 17. forduló 2002. november 30. |

| FC Sopron                                                   | 4 – 2   | Kispest-Honvéd                                     |
| ----------------------------------------------------------- | ------- | -------------------------------------------------- |
| Tóth 5' Csiszár 14' Javrujan 43' Somogyi 70' Horváth R. 19' | (3 – 1) | Bárányos 10' Borgulya 80' 73' Babos 51' Pandur 63' |

| Káposztás utcai Stadion, Sopron Nézőszám: 2 500 Játékvezető: Kiss Béla (magyar) |

#### Tavaszi fordulók
| 18. forduló 2002. július 27. |

| Kispest-Honvéd      | 1 – 0   | Dunaferr SE        |
| ------------------- | ------- | ------------------ |
| Sasu 60' Pandur 55' | (0 – 0) | Rozsi 10' Zsók 79' |

| Bozsik József Stadion, Budapest Nézőszám: 4 000 Játékvezető: Juhos Attila (magyar) |

| 19. forduló 2003. március 12. |

| MTK Hungária                                        | 2 – 1   | Kispest-Honvéd                    |
| --------------------------------------------------- | ------- | --------------------------------- |
| Juhász 4' Carlos 51' Jezdimirović 75' Smiljanić 80' | (1 – 1) | Torghelle 45' Pandur 27' Erős 44' |

| Hidegkuti Nándor Stadion, Budapest Nézőszám: 3 000 Játékvezető: Ábrahám Attila (magyar) |

| 20. forduló 2003. március 16. |

| Kispest-Honvéd                            | 1 – 4   | Újpest                                    |
| ----------------------------------------- | ------- | ----------------------------------------- |
| Torghelle 83' 24' Pandur 60' Bárányos 60' | (0 – 2) | Kovács 21' 90' Tokody 42' 58' Rósa H. 61' |

| Bozsik József Stadion, Budapest Nézőszám: 3 000 Játékvezető: Kassai Viktor (magyar) |

| 21. forduló 2003. március 22. |

| Debreceni VSC                                | 3 – 2   | Kispest-Honvéd                              |
| -------------------------------------------- | ------- | ------------------------------------------- |
| Ilie 18' Bajzát 45' Szekeres 56' Selymes 58' | (2 – 0) | Hamar 50' Torghelle 85' Erős 53' Takács 59' |

| Oláh Gábor utcai stadion, Debrecen Nézőszám: 4 000 Játékvezető: Szarka Zoltán (magyar) |

| 22. forduló 2003. április 5. |

| Kispest-Honvéd        | 0 – 2   | Győri ETO                                         |
| --------------------- | ------- | ------------------------------------------------- |
| Sasu 33' Mészáros 47' | (0 – 1) | Kartelo 10' Bajevszki 53' Böjte 24' Nyicsenko 81' |

| Bozsik József Stadion, Budapest Nézőszám: 2 000 Játékvezető: Makai János (magyar) |

| 23. forduló (rájátszás) 2003. április 12. |

| Előre FC Békéscsaba                 | 3 – 1   | Kispest-Honvéd                         |
| ----------------------------------- | ------- | -------------------------------------- |
| Megyesi 23' 38' 87' Szilveszter 66' | (2 – 0) | Hercegfalvi 52' Bárányos 66' Hamar 68' |

| Kórház utcai stadion, Békéscsaba Nézőszám: 3 000 Játékvezető: Hajdó Attila (magyar) |

| 24. forduló (rájátszás) 2003. április 19. |

| Kispest-Honvéd           | 1 – 0   | Videoton                         |
| ------------------------ | ------- | -------------------------------- |
| Torghelle 42' Takács 70' | (1 – 0) | Vochin 19' Kóczián 51' Dvéri 88' |

| Bozsik József Stadion, Budapest Nézőszám: 2 000 Játékvezető: Solymosi Péter (magyar) |

| 25. forduló (rájátszás) 2003. április 23. |

| FC Sopron                                                         | 3 – 2   | Kispest-Honvéd                                                       |
| ----------------------------------------------------------------- | ------- | -------------------------------------------------------------------- |
| Tóth M. 61' Javrujan 70' Tóth A. 83' 22' Lambulić 50' Majoroš 71' | (0 – 2) | Torghelle 4' Hamar 24' Takács 9' Erős 71' Hercegfalvi 81' Pandur 87' |

| Káposztás utcai Stadion, Sopron Nézőszám: 1 500 Játékvezető: Kiss Béla (magyar) |

| 26. forduló (rájátszás) 2003. április 26. |

| Kispest-Honvéd                             | 1 – 2   | Zalaegerszegi TE                           |
| ------------------------------------------ | ------- | ------------------------------------------ |
| Bárányos 18' Hercegfalvi 17' Torghelle 79' | (1 – 1) | Kenesei 26' Józsi 50' Molnár 17' Bardi 68' |

| Bozsik József Stadion, Budapest Nézőszám: 1 500 Játékvezető: Sápi Csaba (magyar) |

| 27. forduló (rájátszás) 2003. április 16. |

| Dunaferr SE  | 1 – 3   | Kispest-Honvéd                                              |
| ------------ | ------- | ----------------------------------------------------------- |
| Drobnjak 45' | (1 – 1) | Hercegfalvi 15' Torghelle 69' Pintér 86' (öngól) Hrutka 53' |

| Dunaújváros Nézőszám: 1 500 Játékvezető: Szarka Zoltán (magyar) |

- Előrehozott mérkőzés.

| 28. forduló (rájátszás) 2003. május 9. |

| Kispest-Honvéd                           | 1 – 1   | Előre FC Békéscsaba       |
| ---------------------------------------- | ------- | ------------------------- |
| Kovács 12' (öngól) Hamar 22' Erős K. 66' | (1 – 0) | Udvari 64' 88' Bujáki 11' |

| Bozsik József Stadion, Budapest Nézőszám: 970 Játékvezető: Ábrahám Attila (magyar) |

| 29. forduló (rájátszás) 2003. május 14. |

| Videoton                | 1 – 2   | Kispest-Honvéd                                 |
| ----------------------- | ------- | ---------------------------------------------- |
| Tóth B. 22' Kóczián 55' | (1 – 2) | Sasu 24' 29' Dubecz 47' Pandur 87' Zombori 90' |

| Sóstói Stadion, Székesfehérvár Nézőszám: 2 000 Játékvezető: Makai János (magyar) |

| 30. forduló (rájátszás) 2003. május 17. |

| Kispest-Honvéd                               | 0 – 0   | FC Sopron                                       |
| -------------------------------------------- | ------- | ----------------------------------------------- |
| Torghelle 77′, 88′ Simon 78' Bárányos m. u.′ | (0 – 0) | Somogyi 77' Javrujan 85' Lambulić 88′ Lazić 88′ |

| Bozsik József Stadion, Budapest Nézőszám: 1 500 Játékvezető: Drucskó János (magyar) |

| 31. forduló (rájátszás) 2003. május 23. |

| Zalaegerszegi TE    | 3 – 1   | Kispest-Honvéd     |
| ------------------- | ------- | ------------------ |
| Kenesei 21' 24' 63' | (2 – 1) | Sasu 4' Hrutka 56' |

| ZTE Aréna, Zalaegerszeg Nézőszám: 2 500 Játékvezető: Szabó Róbert (magyar) |

| 32. forduló (rájátszás) 2003. május 31. |

| Kispest-Honvéd                                             | 4 – 1   | Dunaferr SE  |
| ---------------------------------------------------------- | ------- | ------------ |
| Tamási 16' (öngól) Erős 23' 50' Hercegfalvi 60' Kaszás 64' | (2 – 0) | Bükszegi 87' |

| Bozsik József Stadion, Budapest Nézőszám: 1 870 Játékvezető: Kassai Viktor (magyar) |

#### A végeredmény (Alsóház)
| #  | Csapat               | J  | Gy | D | V  | Rg | Kg | Gk  | P  | Megjegyzés             |
| -- | -------------------- | -- | -- | - | -- | -- | -- | --- | -- | ---------------------- |
| 7  | Zalaegerszegi TE FC  | 32 | 15 | 8 | 9  | 62 | 49 | +13 | 53 |                        |
| 8  | Videoton FC Fehérvár | 32 | 11 | 7 | 14 | 46 | 41 | +5  | 40 | 2003-as Intertotó-kupa |
| 9  | MATÁV FC Sopron      | 32 | 9  | 9 | 14 | 47 | 54 | -7  | 36 |                        |
| 10 | Előre FC Békéscsaba  | 32 | 9  | 5 | 18 | 42 | 71 | -29 | 32 |                        |
| 11 | Kispest Honvéd FC    | 32 | 8  | 5 | 19 | 43 | 66 | -23 | 29 | Kiesett az NB I/B-be   |
| 12 | Dunaferr SE          | 32 | 4  | 8 | 20 | 37 | 72 | -35 | 20 | Kiesett az NB I/B-be   |

## Külső hivatkozások
- A Kispest-Honvéd hivatalos honlapja